# Modest Karantanski
Sveti Modest (lat. Modestus) bio je irski misionar i biskup, apostol Karantanije.

## Životopis

### Mladost i obrazovanje
Pretpostavlja se da je Modest rođen oko 720. godine u Irskoj. Na područje Salzburške biskupije došao je prije 750. godine. Na molbu karantanskog kneza Hotimira Modestov učitelj i tadašnji salzburški biskup Virgil 752. godine poslao ga je, s još nekoliko kršćanskih duhovnika, u Karantaniju.

### Apostol Karantanije
Na Gosposvetskom polju (Zollfeld), nedaleko od Karnburga (Krnskog grada), tadašnjeg upravnog i političkog središta Karantanije, Modest je dao sagraditi crkvu posvećenu Mariji. Pretpostavlja se kako je ta crkva bila prethodnica današnje glasovite crkve Gospe Svete (Maria Saal) i središte širenja kršćanstva u Karantaniji. Odatle je Modest apostolski djelovao, naučavao i posvećivao duhovnike širom Karantanije. Podupirao je Slavene u otporu protiv avarskih prodora.
Bio je biskup misionar koji je neprestano obilazio povjereno mu područje. Pored crkve Gospe Svete sagradio je još dvije crkve, jednu na mjestu negdašnjeg središta rimske biskupije Teurnije, a drugu u blizini Ingeringa. 
Preminuo je vjerojatno 763. godine u Maria Saalu. Pokopan je u crkvi Gospe Svete. Nakon njegove smrti pokrštavanje Karantanije je privremeno zaustavljeno zbog pobune tamošnjih pogana. Kasnije su Modestovo djelo nastavili novi biskupi i misionari.

## Štovanje
Relikvije svetog Modesta čuvaju se u crkvi Gospe Svete u Maria Saalu. U Sloveniji je svetom Modestu posvećena crkva u Kranju, na Zlatem polju. Sveti Modest osobito se štuje u Koruškoj, Sloveniji i Austriji.